# Temelucha notaulata
Temelucha notaulata är en stekelart som beskrevs av Kolarov 1989. Temelucha notaulata ingår i släktet Temelucha och familjen brokparasitsteklar. Inga underarter finns listade i Catalogue of Life.